# Nicolas Terechtchenko
Pour les articles homonymes, voir Terechtchenko.
Nicolas Artemovych Terechtchenko, né le 14 octobre 1819 (26 octobre dans le calendrier grégorien) à Hloukhiv (Glukhov), dans le gouvernement de Tchernigov (Empire russe) et mort le 19 janvier 1903 (1er février dans le calendrier grégorien) à Kiev, dans le gouvernement de Kiev (Empire russe), est un homme d'affaires et philanthrope ukrainien, fils aîné de Artem Yakovlevich Tereshchenko (en), le fondateur de la dynastie Tereshchenko (en).

## Biographie
Les principaux intérêts commerciaux de Nicolas Terechtchenko, étaient, comme ceux du reste de la famille, le sucre (l'industrie sucrière est devenue la principale source de revenus de la famille), le commerce, les chemins de fer, l'alcool, le bois et les tissus.